# 高久田和夫
高久田 和夫（たかくだ かずお）は、日本の生体医工学者。東京医科歯科大学名誉教授。日本歯科産業学会副会長。元顎顔面バイオメカニクス学会会長。

## 人物・経歴
1974年東京工業大学工学部機械工学科卒業。1976年東京工業大学大学院理工学研究科機械工学専攻修了、東京工業大学工学部機械工学科助手。1985年東京工業大学より工学博士の学位を取得。1986年東京医科歯科大学医用器材研究所講師。1987年東京医科歯科大学医用器材研究所助教授。1999年文部省在外研究員（ジョンズ・ホプキンズ大学整形外科教室バイオメカニクス研究室）。2003年東京医科歯科大学生体材料工学研究所教授。2004年日本学術振興会特別研究員等審査会専門委員。2005年厚生労働省薬事食品衛生審議会医療材料部会委員。2007年産業技術総合研究所NEDO技術委員。2012年日本機械学会バイオエンジニアリング部門長。バイオデザインを提唱し、組織等の研究・実用化を進め、2015年度には日本機械学会バイオエンジニアリング部門部門賞（功績賞）を受賞した。顎顔面バイオメカニクス学会会長や、日本歯科産業学会副会長も務めた。